# ستوكارد تشانينج
ستوكارد تشانينج (بالإنجليزية:Stockard Channing) واسمها الكامل «سوزان أنتونيا وليامز ستوكارد» ، وهي ممثلة أمريكية من مواليد 1944 ، وشاركت في عدة أفلام .

## وصلات خارجية
- ستوكارد تشانينج على موقع IMDb (الإنجليزية)
- ستوكارد تشانينج على موقع روتن توميتوز (الإنجليزية)
- ستوكارد تشانينج على موقع قاعدة بيانات الأفلام العربية
- ستوكارد تشانينج على موقع ألو سيني (الفرنسية)
- ستوكارد تشانينج على موقع ميوزك برينز (الإنجليزية)
- ستوكارد تشانينج على موقع تيرنر كلاسيك موفيز (الإنجليزية)
- ستوكارد تشانينج على موقع أول موفي (الإنجليزية)
- ستوكارد تشانينج على موقع قاعدة بيانات برودواي على الإنترنت (الإنجليزية)
- ستوكارد تشانينج على موقع قاعدة بيانات الأفلام السويدية (السويدية)
- ستوكارد تشانينج على موقع إن إن دي بي (الإنجليزية)
- ستوكارد تشانينج في قاعدة بيانات أقل من برودواي على الإنترنت